# Echinops viridifolius
Echinops viridifolius là một loài thực vật có hoa trong họ Cúc. Loài này được Iljin mô tả khoa học đầu tiên năm 1923.